# Linum pallasianum
Linum pallasianum là một loài thực vật có hoa trong họ Linaceae. Loài này được Schult. mô tả khoa học đầu tiên năm 1820.